# AEDT (organisation)
 (octobre 2022).
L'Association pour l'éducation et le développement du Togo, plus connue sous son sigle AEDT est une ONG qui œuvre dans les secteurs de l'éducation, le développement, l'humanitaire et la santé, elle a été créée en 2015 à but non lucratif par son président fondateur Mahfouz Mako. 

## Actions

### Aides aux musulmans
Avec le but d'accompagner les fidèles musulmans pendant le carême, l'AEDT et son président ont offert des dons aux musulmans de Sokodé en juin 2015.

### Forage
En juillet 2020 : Dans l'objectif de soutenir la politique du gouvernement de la république togolaise qui vise à l'apport d'une eau potable aux habitants, l'ONG AEDT en collaboration avec le député de la circonscription électorale de Tchaoudjo-sud, Modibo Touré Essohanam avec l’appui financier de la Fondation Türkiye Diyanet Vakfi a fait le don d'un forage dans le quartier de Lama-Tessi qui est situé dans Tchaoudjo, une commune pas loin de Sokodé. 

### Soutien aux personnes vulnérables et élèves
Lors de la rentré scolaire de 2020, l'AEDT offre des kits scolaires aux enfants de familles démunies à Sokodé,.

### Financements
L'AEDT est financée par des agences turques, parmi lesquelles Türkiye Diyanet Vakfi et Turkish Cooperation and Coordination Agency (TİKA), ainsi qu'aux moyens de donateurs, de subventions publiques et de partenariats .